# Analecta Cisterciensia
Analecta Cisterciensia (skraćeno ACi) višejezični je znanstveni časopis posvećen istraživanju djelovanja, povijesti i duhovnoga nasljeđa cistercitskoga reda.

## Povijest
Prvi primjerak časopisa objavljen je 1945. godine: sve do 1964. godine tiskan je sporadično pod naslovom Analecta Sacri Ordinis Cisterciensis, a ubrzo potom poprima formu zbornika znanstvenih članaka koji biva objavljivan jednom godišnje.
Od 1968. do 2007. godine časopis je uređivao Polikárp Zakar, svojedobno vrhovni poglavar opatije Zirc i generalni opat cistercitskoga reda. Tijekom njegova mandata, u časopisu su sve prisutniji bili članci o crkvenom pravu i novovjekovnoj povijesti cistercita: danas se u časopisu objavljuju članci s raznim temama vezanim uz osnutak, postojanje i djelovanje cistercita u prošlosti i sadašnjosti.
Od 2007. do 2020. godine glavni je urednik časopisa bio cistercit i povjesničar Alkuin Schachenmayr, koji je svojim stručnim znanjem i djelovanjem časopis promaknuo u jednu od najznačajnijih publikacija o povijesti cistercita.
Od 1. siječnja 2021. uređivanje časopisa povjereno je cistercitima opatije Heiligenkreuz pateru dr. Meinradu Tomannu i pateru dr. Mosesu Hammu, dr. Mirku Breitensteinu i dr. Joachimu Werzu iz Istraživačkoga centra za komparativnu povijest crkvenih redova (njem. Forschungsstelle für vergleichende Ordensgeschichte, skraćeno FOVOG) u Dresdenu te dr. Jörgu Sonntagu iz Istraživačkoga centra »Povijest crkvenih redova od ranoga novoga vijeka« (njem. Forschungstelle »Ordensgeschichte seit der Frühen Neuzeit«) u gradu Rottenburg am Neckar.
Ostali cistercitski časopisi – primjerice Collectanea Cisterciensia, Cîteaux – Commentarii cistercienses, Cistercian Studies Quarterly, Cistercium, Cistercienser Chronik i Rivista Cistercense – objavljuju pretežito duhovne rasprave članova cistercitskoga reda i članke autora koji se bave raznim temama vezanim uz Srednji vijek. Analecta Cisterciensia uglavnom objavljuje članke i radove autora koji u svojim izrazito znanstveno-istraživački usmjerenim doprinosima tematiziraju sve aspekte postojanja i djelovanja cistercitskoga reda.

## Vanjske poveznice
| Portal:Kršćanstvo | Portal: Kršćanstvo |

- Cistopedia – Encyclopædia Cisterciensis: Index 1 (1945) – 62 (2012)
- HathiTrust Digital Library: Analecta Cisterciensia (digitalizirani primjerci časopisa od 1945. do 2005. godine)